# Der Mann mit den 1000 Gesichtern
Der Mann mit den 1000 Gesichtern ist eine US-amerikanische Filmbiografie von Joseph Pevney aus dem Jahre 1957. Den Titelhelden, den für seine zahlreichen Horrorrollen im Stummfilm bekannten Lon Chaney senior (1883–1930), spielt James Cagney. 

## Handlung
Die Vereinigten Staaten zur Zeit der Jahrhundertwende. In den frühen 1900er Jahren schlägt sich der junge Nachwuchsentertainer Leonidas "Lon" Chaney mit Varietéauftritten in der Provinz durch. An seiner Seite spielt seine Ehefrau Cleva. Beide haben es schwer, mit ihrer „Kunst“ über die Runden zu kommen. Als Chaney die Varietéveranstaltungen aufgibt, wird Cleva prompt schwanger. Es scheint für die beiden etwas aufwärts zu gehen, als Lon vom Komiker-Duo Kolb & Dill für deren nächste Show verpflichtet wird. Cleva drängt Lon dazu, endlich einmal seine in Colorado Springs lebenden Eltern zu besuchen, doch er zögert. Beide Eltern sind taubstumm, worüber er nie mit Cleva gesprochen hatte. Die ist daraufhin außer sich, da sie befürchtet, dass ihr ungeborenes Kind ebenfalls diesen Makel besitzen könnte. Doch für eine Abtreibung ist es bereits zu spät. Beider Kind wird 1906 geboren. Es ist ein gesunder Junge, und er wird Creighton genannt. Der Junge wird nach dem frühen Tod des Vaters 1930 ebenfalls Karriere im Horrorfilm-Genre machen und sich, in Anlehnung an seinen legendären Vater, Lon Chaney junior nennen.
Trotz des gemeinsamen Sohnes beginnt Lons und Clevas Ehe zu kriseln. Cleva nimmt eine Anstellung als Sängerin in einem Nachtclub an und stellt jedes Mal, wenn sie zur Arbeit geht, Sohn Creighton Backstage bei ihrem gleichfalls auftretenden Ehemann an. Der freundet sich in der Zwischenzeit mit der Chorsängerin Hazel Hastings an, dabei handelt es sich allerdings um eine rein platonische „Beziehung“. Hazel hat Freude daran, sich um den kleinen Creighton zu kümmern, wenn die Eltern gerade ihre Auftritte absolvieren. Als der Junge einmal krank wird, sorgt Lon, der mit Clevas Karriereplänen überhaupt nicht einverstanden ist, dafür, dass Clevas Anstellungsvertrag nicht mehr verlängert wird. Als es in ihrer Garderobe deshalb zu einer Auseinandersetzung kommt, erfährt Lon, dass Cleva eine Affäre mit einem reichen Kunden namens Bill begonnen hat. Als Cleva dahinterkommt, dass Gatte Lon die treibende Kraft für ihre Entlassung als Sängerin war, rastet sie aus und schreit ihn an. In diesem Moment betritt Bill den Raum. Lon stellt sich als Geldeintreiber eines Inkassounternehmens vor und behauptet, dass er diesmal seine eigene Frau „abkassieren“ wolle. Bill, der nichts davon wusste, verlässt angewidert die Garderobe.

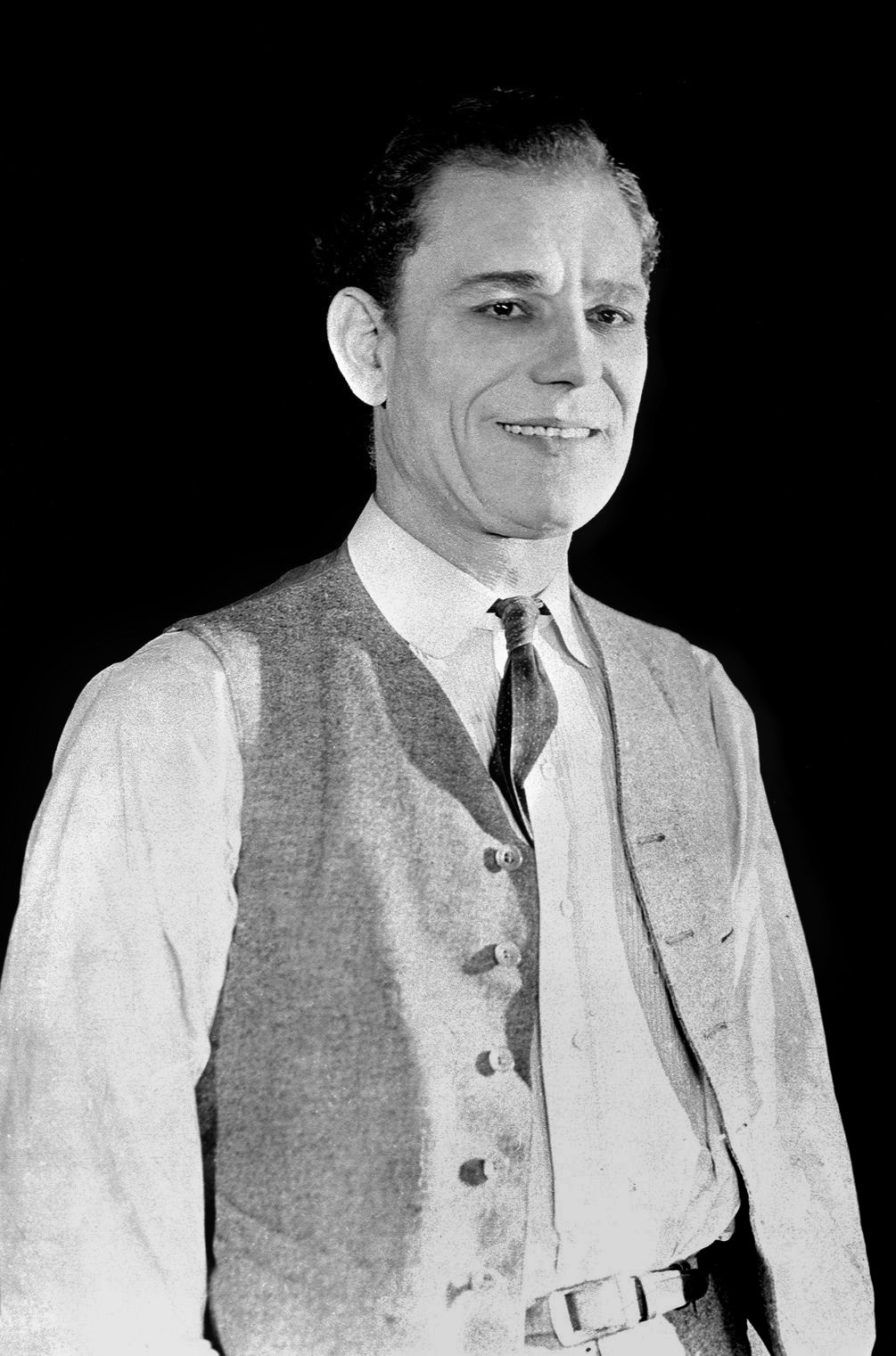
Der echte Lon Chaney

Lon kehrt ans Theater zurück, wo er mitbekommt, wie gerade Hazel offenbar von einem großen, dünnen Mann belästigt wird. Lon schlägt dem Typen ins Gesicht und fordert ihn auf, wieder aufzustehen. Hazel klärt Lon auf, dass der am Boden Liegende dies nicht ohne weiteres könne. Als der Mann seine Hosenbeine hochzieht, muss Chaney erkennen, dass der Kerl zwei Holzbeine hat. Es handelt sich um Carl Hastings, Hazels Ex-Ehemann, der seit einem Unfall, der ihm beide Beine kostete, zutiefst verbittert ist. Lon will Hazel trösten und legt seine Hände auf ihre Schultern, da betritt in diesem Moment Cleva das Umkleidezimmer ihres Gatten. Wieder bekommt Cleva Chaney einen Wutausbruch, da sie die Situation missversteht, und schreit Lon an, sie werde ganz bestimmt nicht das Kindermädchen für beider Sohn spielen, damit ihr Gatte Lon mit diesem Chormädchen herumpoussieren könne. Dann verschwindet sie. Tage später tritt Lon während einer Vorstellung im Clownskostüm auf, als eine völlig derangierte Cleva auf die Bühne torkelt und vor dem Publikum einen kräftigen Schluck aus einer Flasche mit Säure zu sich nimmt, die ihre Stimmbänder auf ewig verätzen wird. Cleva wird daraufhin in ein Krankenhaus verbracht, aus dem sie jedoch bald entflieht. Der Skandal erschüttert die Theaterwelt und ruiniert Chaneys Karriere am Varieté, da man ihm die Schuld für Clevas Schicksal gibt. Besonders erzürnt es den Vater, dass man ihm von staatlicher Seite nun auch den Sohn wegnehmen will. Chaneys Presseagent Clarence Locan rät Lon, sein Glück beim Film in Hollywood zu suchen.
Kurz vor dem Ersten Weltkrieg kann Chaney erste Statistenrollen ergattern, und aufgrund seines Fleißes spielt er bald reguläre Rollen. Er bringt sich die wichtigsten Grundbegriffe in Sachen Gesichtsschminke bei und entwickelt sich, dank seines großen Erfolges als Quasimodo in Der Glöckner von Notre Dame, zu einem Spezialisten für ungewöhnliche Rollen, in denen Masken und Verkleidungen im Vordergrund stehen. Sein überwältigender Erfolg als Das Phantom der Opera bedeutet Chaneys endgültigen Durchbruch zum größten Horrorfilmstar Hollywoods. Fortan gilt er als „Der Mann mit den 1000 Masken“. Lons Karriere befindet sich in der zweiten Hälfte der 1920er Jahre im steilen Aufstieg, und er erhält auch wieder das Sorgerecht für Creighton zurück. Um dem jungen Mann die Illusion über eine Rückkehr seiner verkommenen Mutter zu ersparen, behauptet Lon Chaney, dass Cleva inzwischen verstorben sei. Diese aber steht eines Tages plötzlich vor der Tür und möchte mehr Zeit mit ihrem Sohn verbringen. Hazel bringt Creighton schonend die Wahrheit bei, woraufhin der Sohn wütend seinen Vater verlässt, um zu seiner Mutter zu ziehen.
Währenddessen ist in Hollywood das Tonfilmzeitalter angebrochen. Während der Dreharbeiten zu der Gruselmär The Unholy Three kommt heraus, dass Chaney an Bronchialkrebs erkrankt sei. Hazel und Lons Presseagent Locan, die davon erfahren, verabreden, Lon nichts davon zu sagen. Creighton Chaney versöhnt sich derweil mit seinem Vater, und beide unternehmen einen Männer-Ausflug zu Lons Berghütte. Nach der Rückkehr bricht der Schauspieler jedoch zusammen und erfährt von seiner tödlichen Krankheit. Er verbringt die letzten ihm bleibenden Tage daheim in seinem Sterbebett. Sprechen ist ihm zuletzt auch nicht mehr möglich. Mit Zeichensprache bittet er Freunde und Familie um Vergebung für seine Verfehlungen, die er in seinem Leben begangen habe. Lon deutet Creighton gegenüber an, der möge ihm seinen Schminkkoffer herbringen. Dort fügt er mit letzter Kraft ein „Jr.“ hinter seinem eigenen Namen an und unterstreicht damit, dass er es begrüßen würde, wenn der Sohn in seine Fußstapfen treten und sein Lebenswerk fortsetzen würde. Creighton geht mit dem Schminkset aus dem Zimmer und beschließt, Filmschauspieler zu werden.

## Produktionsnotizen
Der Mann mit den 1000 Gesichtern entstand im Winter 1956/57 in den Universal Studios und wurde am 13. August 1957 uraufgeführt. Die deutsche Premiere war am 19. November 1957.
Die Filmbauten entwarfen Alexander Golitzen und Eric Orbom, für die Ausstattung zeichnete Russell A. Gausman verantwortlich. Die fotografischen Spezialeffekte erstellte Clifford Stine. Die Kostüme stammen von Bill Thomas, Cagneys Garderobe steuerte Marilyn Sotto bei. Joseph Gershenson besorgte die Orchestrierung von Frank Skinners Komposition. Bud Westmore war verantwortlich für die zahlreichen Filmmasken Lon Chaneys/James Cagneys.
Die drei Drehbuchautoren R. Wright Campbell, Ivan Goff und Ben Roberts sowie der Autor der Storyvorlage Ralph Wheelwright erhielten eine Oscar-Nominierung.
Clarence Kolb, ein früher Wegbegleiter des Bühnenkünstlers Chaney, spielte hier sich selbst und diente überdies auch als Berater (für die Chaney-Szenen beim Duo Kolb & Dill). Es sollte die letzte Filmrolle des damals fast 83-jährigen Kolb werden.
Jeanne Cagney, die die Carrie Chaney verkörpert, war die 20 Jahre jüngere Schwester James Cagneys.

## Kritiken
Starkritikerin Pauline Kael befand rückblickend in den 1970er Jahren, dass „das Drehbuch und die Konzeption derart rührselig und erniedrigend“ seien und dass „Cagneys große Hingabe dadurch irgendwie beklemmend wird“.
Im Lexikon des Internationalen Films heißt es: „Teilweise zu sentimental, bietet der Film dennoch interessante Einblicke in den frühen amerikanischen Filmbetrieb.“
Leonard Maltins Movie & Video Guide nannte den Film eine „erstaunlich hingebungsvolle und gut gespielte Biografie“ und fand, dass „Chaneys Leben und Filmkarriere mit Geschmack wiederaufbereitet“ worden seien.
Halliwell’s Film Guide charakterisierte den Film wie folgt: „Leidlich empfehlenswerte Filmbiografie mit einem starken Gespür für das Hollywood jener Jahre, einer ausgezeichneten Starperformance aber einer zu schaumigen Dramatisierung der taubstummen Eltern und der undankbaren Ehefrau.“